# Cinturão dos Grãos

Mapa dos Estados Unidos com o Grain Belt a vermelho

O cinturão do trigo ou cinturão dos grãos (Grain Belt em inglês) é a região pradarias encontradas ao norte do meio oeste dos Estados Unidos da América. Esta região é responsável por uma quantidade considerável da produção mundial de grãos e de soja.
Esta região inclui os Estados americanos de:
- Ohio
- Indiana
- Illinois
- Missouri
- Iowa

E pequenas regiões dos Estados:
- Wisconsin
- Minnesota
- Nebraska
- Kansas